# Aphis triglochini
Aphis triglochini är en insektsart som beskrevs av Theobald 1926. Aphis triglochini ingår i släktet Aphis, och familjen långrörsbladlöss. Arten är reproducerande i Sverige.